# John Winter Thompson
John Winter Thompson (Leland, Michigan, 21 de desembre de 1867 - St. Charles, Illinois, 8 de març de 1951) fou un organista i compositor estatunidenc. Estudià al conservatori d'Oberlin (Ohio) i en el de Leipzig, i el 1890 fou nomenat professor d'orgue i teoria del Conservatori de Galesburg, càrrec que desenvolupà durant molts anys. Va compondre motets, himnes, cors, i peces per a orgue.